# Alnetoidia matsumurai
Alnetoidia matsumurai är en insektsart som beskrevs av Irena Dworakowska 1972. Alnetoidia matsumurai ingår i släktet Alnetoidia, och familjen dvärgstritar. Inga underarter finns listade i Catalogue of Life.